# Lotnisko Warszawa-Babice
Lotnisko Warszawa-Babice, zwyczajowo Lotnisko Bemowo (kod ICAO: EPBC) – lotnisko w Warszawie, znajdujące się w dzielnicy Bemowo, przy granicy z dzielnicą Bielany. 
Lotnisko zarządzane jest przez Centrum Usług Logistycznych „Lotnisko Warszawa-Babice”, wchodzące w skład grupy Centrum Usług Logistycznych (instytucja gospodarki budżetowej podległa Ministerstwu Spraw Wewnętrznych i Administracji, której organem założycielskim jest Komendant Główny Policji). Do użytkowników lotniska należą m.in. Aeroklub Warszawski, Lotnicze Pogotowie Ratunkowe oraz kilka szkół pilotażu. 

## Infrastruktura

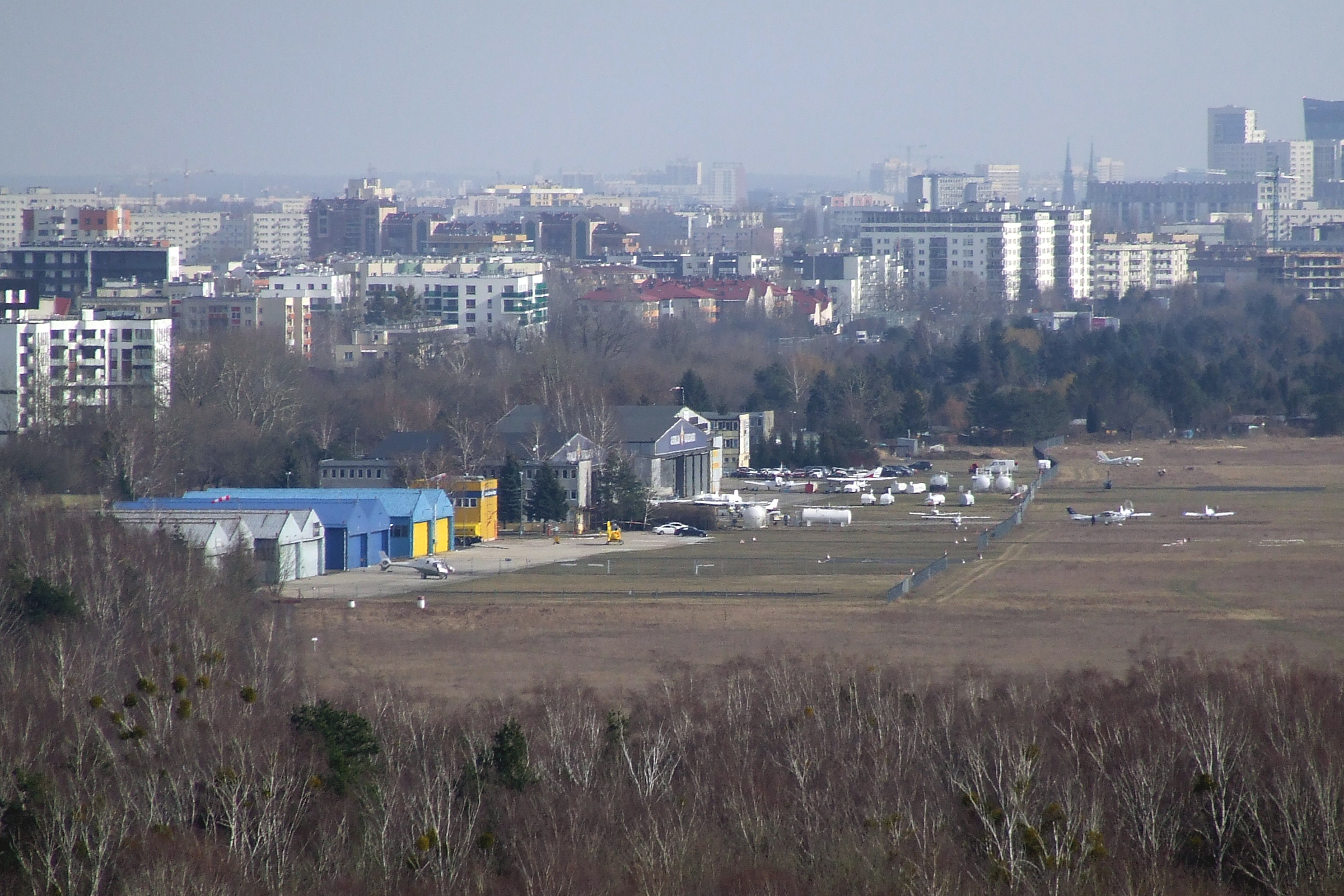
Hangary i budynki lotniska Warszawa-Babice (widok ze śmieciowej góry Radiowo)

Lotnisko dysponuje betonową drogą startową 10R/28L, o wymiarach 1301 m × 90 m, a także, położonym równolegle do niej, pasem trawiastym 10L/28R, o wymiarach 1000 m × 150 m.
Lotnisko powstało na bazie dawnego lotniska wojskowego na Bemowie. Posiadało ono dwie betonowe drogi startowe 5/23 o wymiarach 2000 m x 80 m oraz 10R/28L o wymiarach 2500 m x 90 m. Jedną z nich poprowadzono przedłużenie ul. Powstańców Śląskich (początkowo jezdnia ulicy na tym odcinku była wyznaczona na betonowej nawierzchni drogi startowej). Druga, dłuższa droga startowa jest użytkowana w dalszym ciągu, ale tylko na części swojej dawnej długości.
Częstotliwości radiowe: 
- Informacja (znak wywoławczy: BABICE INFO) 119,180 MHz
- Kwadrat (znak wywoławczy: BABICE RADIO) 126,555 MHz

## Historia

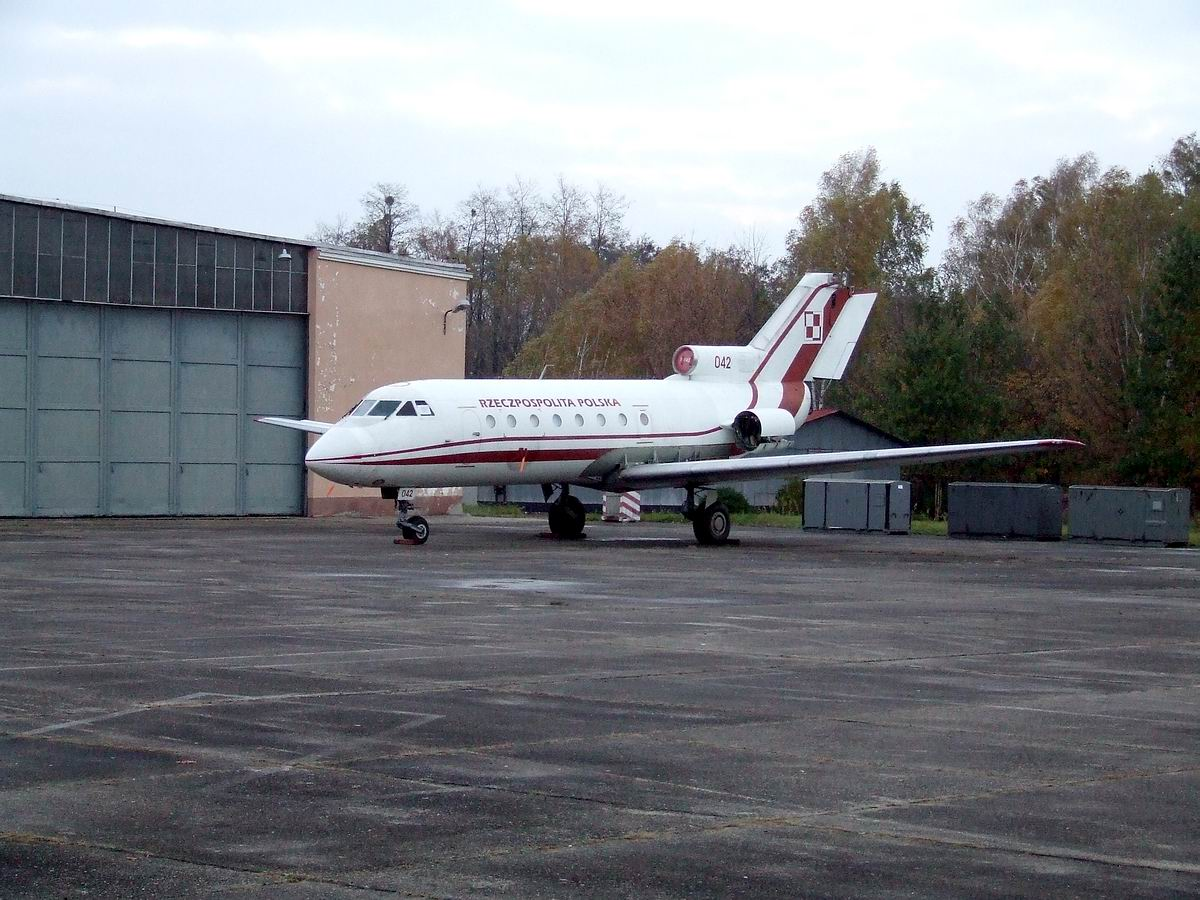
Przeznaczony do szkolenia Jak-40 (po resursie) przed należącym do WAT hangarem H7 na lotnisku Babice

Miejsce obecnego lotniska użytkowane było jako lądowisko dla samolotów rosyjskich i niemieckich. Po 1918 roku było jedną z siedzib Instytutu Badań Techniki Lotniczej (IBTL) przekształconego następnie w Instytut Techniczny Lotnictwa.
Lotnisko powstało po II wojnie światowej na tzw. Szwedzkich Górach pomiędzy fortem Bema a Boernerowem poza granicami Warszawy (w tym okresie był to teren znajdujący się w gminie Blizne z siedzibą w Starych Babicach, stąd nazwa lotniska).
8 września 1957 roku na lotnisku z okazji Tygodnia Lotnictwa prawie 300-tysięczna publiczność obserwowała wielkie pokazy lotnicze z udziałem 400 jednostek latających.
20 września 1996 na lotnisku odbył się jedyny polski koncert Michaela Jacksona, będący częścią jego trasy koncertowej HIStory World Tour.
Z uwagi na silną działalność urbanizacyjną na dawnych terenach lotniska, w celu zapewnienia bezpieczeństwa oraz zmniejszenia uciążliwości działalności lotniska dla okolicznych mieszkańców, wprowadzono niestandardową procedurę kręgu nadlotniskowego (jedyną w Polsce), która budzi pewne kontrowersje wśród pilotów i instruktorów. Pomimo tych kroków działalność lotniska powoduje skargi okolicznych mieszkańców. Domagali się oni m.in. aby loty szkoleniowe przenieść poza Warszawę, a na Bemowie utrzymać Lotnicze Pogotowie Ratunkowe, wojsko i policję. Zmniejszenia uciążliwości lotniska, w którym w rekordowe dni odbywało się ok. 500 operacji lotniczych, żądali także radni dzielnic Bemowo i Żoliborz.
W 2019 Prezydent m.st. Warszawy wydał decyzję, zgodnie z którą od 30 marca 2020 loty komercyjne i szkoleniowe z lotniska odbywające się po 22-kilometrowym kręgu nad osiedlem Piaski, Trasą AK i Wisłą miały być dozwolone wyłącznie od godz. 8.00 do 22.00. Ich liczba nie mogła przekraczać 100 dziennie i 10 w ciągu godziny. Samoloty powinny były zostać wyposażone w tzw. transpondery służące do identyfikacji lotu. Zainstalowanych miało zostać dziewięć stałych punktów monitorowania hałasu, a lokalizacja dwóch obecnych miała zostać zmieniona. Zarządca lotniska odwołał się jednak do Samorządowego Kolegium Odwoławczego, które w czerwcu 2020 zawiesiło postępowanie w tej sprawie. W styczniu 2021 Wojewódzki Sąd Administracyjny uchylił decyzję SKO i nakazał merytoryczne rozpatrzenie sprawy. W 2022 roku SKO uchyliło decyzję prezydenta miasta z 2019 roku w całości. W 2021 roku Prokuratura Rejonowa Warszawa-Wola wszczęła śledztwo w sprawie nadmiernego ruchu lotniczego na kręgu nadlotniskowym.
Na lotnisku odbywają się różne imprezy rozrywkowe, takie jak m.in. koncerty: Michaela Jacksona (1996), Madonny (2009), AC/DC (2010), Sonisphere Festival (2010, 2011, 2012), Maty (2021) ,ON AIR Festival (2022) oraz Męskiego Grania (2024). Organizowane są także imprezy motoryzacyjne (rajd Barbórka, wyścig na ¼ mili).